# Wassili Wassiljewitsch Dawydow
Wassili Wassiljewitsch Dawydow (russisch Василий Васильевич Давыдов; * 31. August 1930 in Moskau; † 19. März 1998 in Kogalym) war ein russischer Psychologe, der das Psychologische Institut der Akademie der Pädagogischen Wissenschaften der UdSSR (APWSU) leitete.
1958 gründete er mit Georgi Schtschedrowizki (1929–1994) eine Kommission zum Studium von Denken und Logik. 1971 promovierte er und wurde 1973 Professor, 1978 an der APWSU. In den 1980er Jahren war er Direktor des Instituts für Allgemeine und Pädagogische Psychologie in Moskau. Dort richtete er ein Labor ein. 1983 wurde er vom Institut entfernt und das Labor geschlossen. 1991 wurde er Vizepräsident der nachfolgenden Russischen Akademie für Bildung (RAO). Aus den schulpädagogischen Forschungen Elkonins, die Ende der 1950er Jahre in Moskau begannen, entstand in Zusammenarbeit mit Wassili Dawydow die „Theorie des entwickelnden Unterrichts“ (System Elkonin-Davydov).
In der DDR folgt Joachim Lompscher an der APW seinem Ansatz. Auch er wurde deswegen gemaßregelt, weil sein Ansatz die autoritäre Schulpädagogik infrage stellte.

## Schriften
- Arten der Verallgemeinerung im Unterricht : log.-psycholog. Probleme d. Aufbaus von Unterrichtsfächern, Berlin 1977
- Psychologische Untersuchungen zur Gestaltung der Lerntätigkeit, Berlin 1980
- Ausbildung der Lerntätigkeit bei Schülern, Moskau 1982